# Короставник полевой
Короста́вник полево́й, власоно́с, свербе́жница, синя́вка (лат. Knáutia arvénsis) — вид многолетних травянистых растений рода Короставник (Knautia) подсемейства Ворсянковые (Dipsacoideae) семейства Жимолостные (Caprifoliaceae). Евразиатское растение, широко распространённое почти по всей Европе, в Западной Сибири, Казахстане.

## Ботаническое описание
Многолетнее травянистое растение с многоглавым корневищем.
Стебель прямой, бороздчатый, чаще ветвистый, в нижней части волосистый, в верхней коротко опушённый или почти голый, высотой 30—80 см.
Листья супротивные, волосистые, лировидные или перисторазделённые, иногда цельнокрайные, жёстковолосистые, нижние на черешках, верхние сидячие.
Соцветия — головки, очень похожие по внешнему виду на корзинки сложноцветных, 2–3 см в диаметре, листочки обёртки ланцетные, заострённые, по краю реснитчатые. Наружный ряд цветков в соцветии резко отличается от остальных цветков более крупным венчиком в форме воронки из пяти сросшихся лепестков, синевато-лиловой, изредка розовой, желтоватой или белой окраски. Тычинок четыре.
Плоды — продолговато-яйцевидные семянки 5–6 мм длиной и 2 мм толщиной.

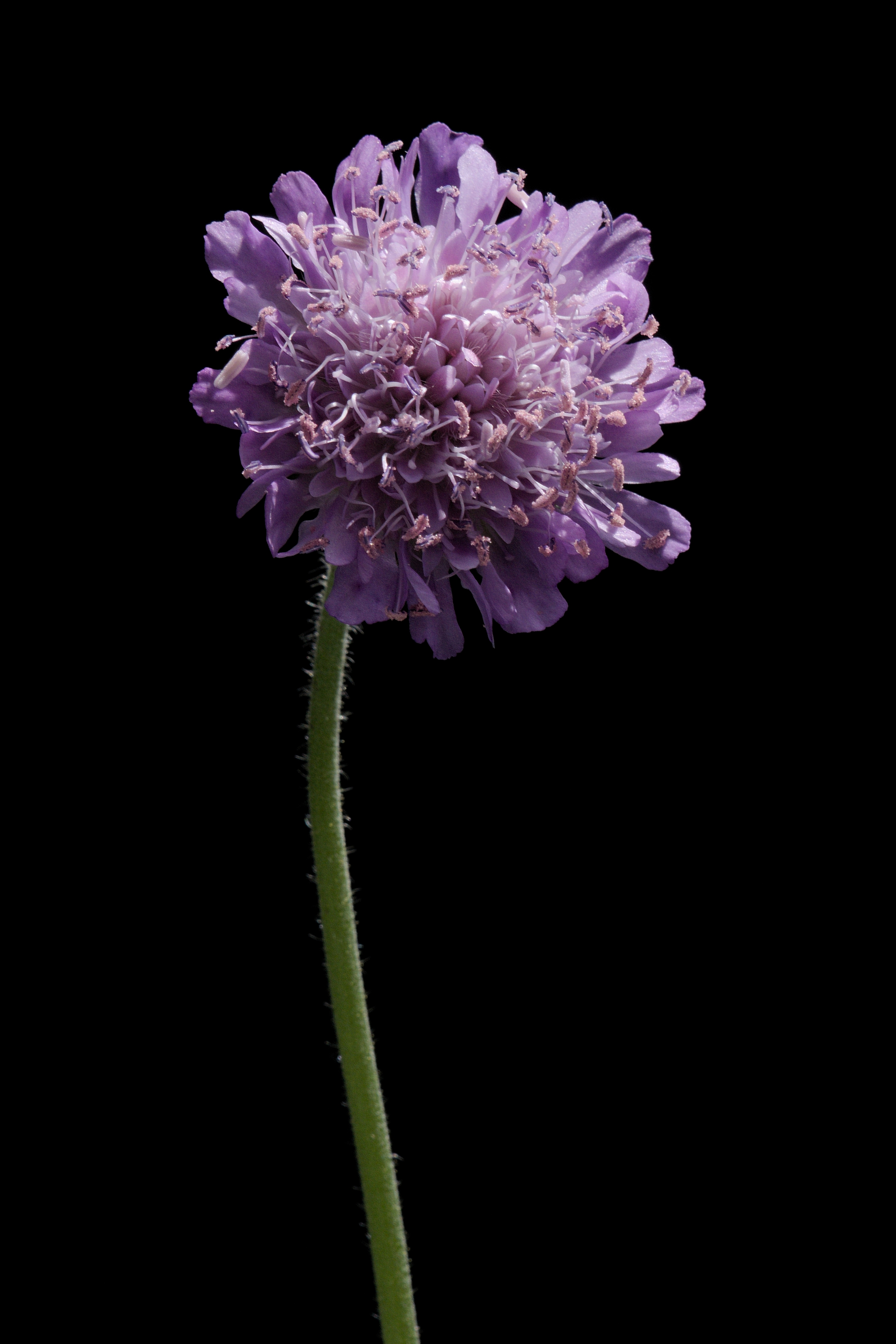
Соцветие короставника полевого

Цветёт с июня до поздней осени, плодоносит в июле-октябре.
Хромосомное число 2n = 16.

## Распространение и экология
Естественный ареал вида — Восточная, Средняя и Атлантическая Европа, Предкавказье, запад Западной Сибири, запад Средней Азии. Растение включено в ботанический атлас растений Ленинградской области. Как заносное растение встречается в Иране.
Растёт большей частью на суходольных лугах, по опушкам лесов, по окраинам полей и обочинам дорог.

## Хозяйственное значение и использование
Медоносные пчёлы собирают с цветков короставника полевого нектар (даже в жаркую и засушливую погоду), который содержит более 60% сахара. Медовая продуктивность чистых зарослей свыше 100 кг/га. 100 цветков выделяют 49 мг пыльцы.

## Классификация

### Таксономия
Knautia arvensis (L.) Coult., Dipsac. 29.
Вид Короставник полевой относится к роду Короставник (Knautia) семейства Жимолостные (Caprifoliaceae) порядка Ворсянкоцветные (Dipsacales). Кладограмма в соответствии с Системой APG IV по состоянию на декабрь 2023 года:
|  |                          |  |                                   |                                   |             |  | еще 1 семейство | еще 1 семейство |                     |  |  |  | еще 68 подтвержденных видов и 58 видов, ожидающих подтверждения |
|  |                          |  |                                   |                                   |             |  | еще 1 семейство | еще 1 семейство |                     |  |  |  | еще 68 подтвержденных видов и 58 видов, ожидающих подтверждения |
|  |                          |  |                                   | порядок Ворсянкоцветные           |             |  |                 |                 | Короставник         |  |  |  |                                                                 |
|  |                          |  |                                   | порядок Ворсянкоцветные           |             |  |                 |                 | Короставник         |  |  |  |                                                                 |
|  | клада Цветковые растения |  |                                   |                                   | Жимолостные |  |                 |                 | Короставник полевой |  |  |  |                                                                 |
|  | клада Цветковые растения |  |                                   |                                   | Жимолостные |  |                 |                 |                     |  |  |  |                                                                 |
|  |                          |  | ещё 63 порядка цветковых растений | ещё 63 порядка цветковых растений |             |  |                 | еще 28 родов    | еще 28 родов        |  |  |  |                                                                 |
|  |                          |  |                                   | ещё 63 порядка цветковых растений |             |  |                 |                 | еще 28 родов        |  |  |  |                                                                 |

### Синонимы
- Anisodens arvensis (L.) Dulac
- Columbaria pratensis Fourr.
- Knautia alboi Sennen
- Knautia alpigena Schur
- Knautia arvensis f. ceretanica (Senn.) O.Bolòs & Vigo
- Knautia arvensis subsp. meridionalis (Briq.) O.Bolòs & Vigo
- Knautia arvensis subsp. pannonica (Heuff.) O.Schwartz
- Knautia arvensis subsp. rosea (Baumg.) Soó
- Knautia arvensis var. alboi (Senn.) O.Bolòs & Vigo
- Knautia arvensis var. involucrata (Senn.) O.Bolòs & Vigo
- Knautia borderei Szabó
- Knautia bosniaca (Conrath) Beck
- Knautia budensis Borbás
- Knautia campestris (Andrz. ex Besser) Fritsch
- Knautia ceretana Sennen
- Knautia communis Godr.
- Knautia cupularis Janka & Simonk.
- Knautia dumetorum Heuff.
- Knautia dumetorum var. breindlinii Beck
- Knautia exaltata Schur
- Knautia hirsuta (Lapeyr.) Breistr.
- Knautia indivisa Boreau
- Knautia involucrata Sennen
- Knautia kitaibelii subsp. alpigena (Schur) Soó
- Knautia leucophaea Briq.
- Knautia neglecta F.Meurer
- Knautia pannonica Heuff.
- Knautia pannonica (Jacq.) Wettst.
- Knautia subacaulis Schur
- Knautia subscaposa subsp. alboi (Sennen) Molero, L.Sáez & Vallv.
- Knautia subscaposa var. alboi (Sennen) Devesa, Ortega Oliv. & J.López
- Knautia timeroyi Jord.
- Knautia variabilis F.W.Schultz
- Scabiosa agrestis F.W.Schmidt
- Scabiosa alpigena Schur
- Scabiosa arvensis L.
- Scabiosa arvensis var. rosea Baumg.
- Scabiosa bellidifolia Lam.
- Scabiosa bohemica F.W.Schmidt
- Scabiosa campestris Andrz. ex Besser
- Scabiosa hirsuta Lapeyr.
- Scabiosa mixta De Not.
- Scabiosa montana Mill.
- Scabiosa officinarum-arvensis Crantz
- Scabiosa pratensis F.W.Schmidt
- Scabiosa radiata F.W.Schmidt
- Scabiosa subpubescens Schult. & Schult.f.
- Scabiosa timeroyi (Jord.) Fourr.
- Scabiosa trivialis F.W.Schmidt
- Scabiosa vulgaris Garsault
- Succisa arvensis (L.) Raf.
- Trichera arvensis (L.) Schrad. ex Roem. & Schult.
- Trichera arvensis subsp. pannonica (Heuff.) Soják
- Trichera arvensis subsp. pseudolongifolia (Szabó) Holub
- Trichera arvensis subsp. rosea (Baumg.) Soják
- Trichera arvensis var. agrestis (F.W.Schmidt) Roem. & Schult.
- Trichera arvensis var. stricta Roem. & Schult.
- Trichera bohemica (F.W.Schmidt) Nyman
- Trichera bosniaca Conrath
- Trichera campestris Schult. & Schult.f.
- Trichera exaltata (Schur) Nyman
- Trichera hirsuta (Lapeyr.) Schult. & Schult.f.
- Trichera indivisa (Boreau) Nyman
- Trichera mollis Nyman
- Trichera neglecta Conrath
- Trichera timeroyi (Jord.) Nyman
- Trichera trivialis Nyman
- Trichera virgata Nyman